# Медсестра и большие манёвры
Медсестра и большие манёвры (итал. La soldatessa alle grandi manovre) — французско-итальянская эротическая комедия режиссера Нандо Чичеро.

## Сюжет
В армии в последнее время возникают различные проблемы с солдатами за их сексуальную неактивность. Изучением именно этого вопроса занимается врач Ева Марини, которую главное командование направляет для мониторинга до места, где проходят военные учения. Ей придают звание лейтенанта и она будет работать под прикрытием. Командующим обучения является полковник Фьяскетта, мама которого мечтает о том, чтобы её сын стал генералом, а он, однако мечтает о танцах. Он также болеет сомнамбулизм. Местный священник ухаживает бездомных и больных детей и просит врача о помощи относительно медицинского осмотра их болезни. Солдаты воинской части всевозможными способами стараются отыскать возможность найти женщину для сексуальных утех, что часто приводит к забавным ситуациям. Джанлука Капретти, местный плейбой, которого Марини отправляет в армии вне все его попытки от неё «отмазаться», попадает именно в воинской части, где проходят обучение. Джанлука пытается ухлестывать за Евы, однако и «падает» от его чар лишь в конце фильма, в разгар военных учений.